# Pachychernes
Genre
Pachychernes est un genre de pseudoscorpions de la famille des Chernetidae.

## Distribution
Les espèces de ce genre se rencontrent en Amérique.

## Liste des espèces
Selon Pseudoscorpions of the World (version 3.0) :
- Pachychernes attenuatus Muchmore, 1991
- Pachychernes baileyi Feio, 1945
- Pachychernes corticalis Tooren, 2008
- Pachychernes gracilis (Ellingsen, 1902)
- Pachychernes robustus (Balzan, 1888)
- Pachychernes shelfordi Hoff, 1946
- Pachychernes subgracilis (With, 1908)
- Pachychernes subrobustus (Balzan, 1892)
- Pachychernes tamaulipensis Villegas-Guzman & Pérez, 2007
- Pachychernes zehorum Muchmore, 1997
- † Pachychernes effossus Schawaller, 1980

et décrite depuis :
- Pachychernes florezi Marimón, Villarreal-Blanco, Romero-Ortiz & Gutierrez, 2021

## Systématique et taxinomie
Ce genre a été décrit par Beier en 1932.

## Publication originale
- Beier, 1932 : « Pseudoscorpionidea II. Subord. C. Cheliferinea. » Tierreich, vol. 58, p. 1-294.